# Gastraster studeri
Gastraster studeri is een zeester uit de familie Neomorphasteridae.
De wetenschappelijke naam van de soort werd in 1904 gepubliceerd door Perceval de Loriol.